# Salhab (Salkhab) Mammadov
Salhab (Salkhab) Mammadov (en azéri : Səlhab (Salxab) İsa oğlu Məmmədov ; né le 4 janvier 1943 à Nukha, act.Chéki) est un artiste azerbaïdjanais, vice-recteur de l'Académie des arts d'État d'Azerbaïdjan, premier vice-président de l'Union des artistes d'Azerbaïdjan, professeur, artiste du peuple de la République d'Azerbaïdjan.

## Vie et travail
De 1962 à 1968, il étudie à l'Académie des arts de Tbilissi. L'œuvre de Salhab Mammadov se forme dans les années 1970. Il crée des objets de poterie et de métal : 1969, Panneau devant le bâtiment Intourist, série Motifs orientaux pour l'intérieur du bâtiment Intourist, panneaux métalliques tels que Mélodie Orientale , Itcheri Cheher,  Mélodies de Karabakh, Baku - ville du pétrole. Un certain nombre de peintures et de vitraux sur le thème, vitraux lumineux de l'hôtel Nakhtchivan, 16 compositions dédiées à Gobustan, composition en métal plastique sous la forme d'un bassin décoratif  Icheri Cheher, relief Amitié dans une collection privée à Wuppertal, Allemagne, Symbole de la liberté et d'autres œuvres. Il est le co-auteur du monument Khodjaly à Berlin, Allemagne, Nizami Gandjavi dans le parc de la Villa Borghese à Rome, et du Monument de l'Amitié à Gniezno, Pologne.

## Activité administrative et pédagogique
L'artiste est membre de l'Union des artistes d'Azerbaïdjan depuis 1970, secrétaire exécutif de l'Union des artistes d'Azerbaïdjan en 1982-1988 et secrétaire de l'Union des artistes d'Azerbaïdjan depuis 1993.
En 1989-1993 Salhab Mammadov est chargé de cours à l'Université des arts d'État d'Azerbaïdjan, professeur associé à l'Université des arts d'État d'Azerbaïdjan en 1993-1999, professeur à l'Académie des arts d'État d'Azerbaïdjan depuis 1999 et vice-recteur de relations internationales à l'Académie nationale des arts d'Azerbaïdjan depuis 2004. Mammadov est à plusieurs reprises l'organisateur d'expositions d'art en Azerbaïdjan, à Moscou, à Saint-Pétersbourg et dans d'autres pays étrangers, et est invité à travailler en tant qu'artiste et dessinateur en chef.
Le travail de Salhab Mammadov est basé sur l'intersection des lignes les plus importantes des traditions artistiques nationales, une description perçue et réfléchie de l'environnement réel et de la modernité des activités artistiques. La poterie monumentale, les panneaux, les vitraux et la peinture sont des exemples du large éventail de la pensée artistique de Mammadov. Son travail artistique est lié à des thèmes et à des sources nationales. En arrière-plan, le vent d'Absheron représente une maison solitaire, seule avec un arbre en fleurs, transformée en un souvenir du passé, sur fond des vagues assombries et rugissantes de la mer Caspienne. Il est l'auteur des ouvrages tels que "Nos Pensées et Désirs" (2017, bronze, Genève, Suisse), Monument de l'amitié entre l'Azerbaïdjan et la Pologne(Gnezno, Pologne)
Plaque commémorative au réalisateur Rasim Odjagov.

## Récompenses et distinctions
- Titre honorifique « Artiste du peuple de la République d'Azerbaïdjan » (29 décembre 2006) ;
- Titre honorifique « Ouvrier d'art honoré de la RSS d'Azerbaïdjan » (7 mai 1988) ;
- Ordre d'honneur (28 décembre 2017) ;
- Ordre de la Gloire (19 décembre 2012) ;
- Pension individuelle du Président de la République d'Azerbaïdjan (17 juin 2008) ;
- Membre honoraire de l'Académie russe des arts (2009) ;
- du Ministère de la Culture et du Tourisme de la République d'Azerbaïdjan dans la nomination du meilleur travail de 2011 dans le domaine des « Beaux-Arts » (2012).